# Operation Opera

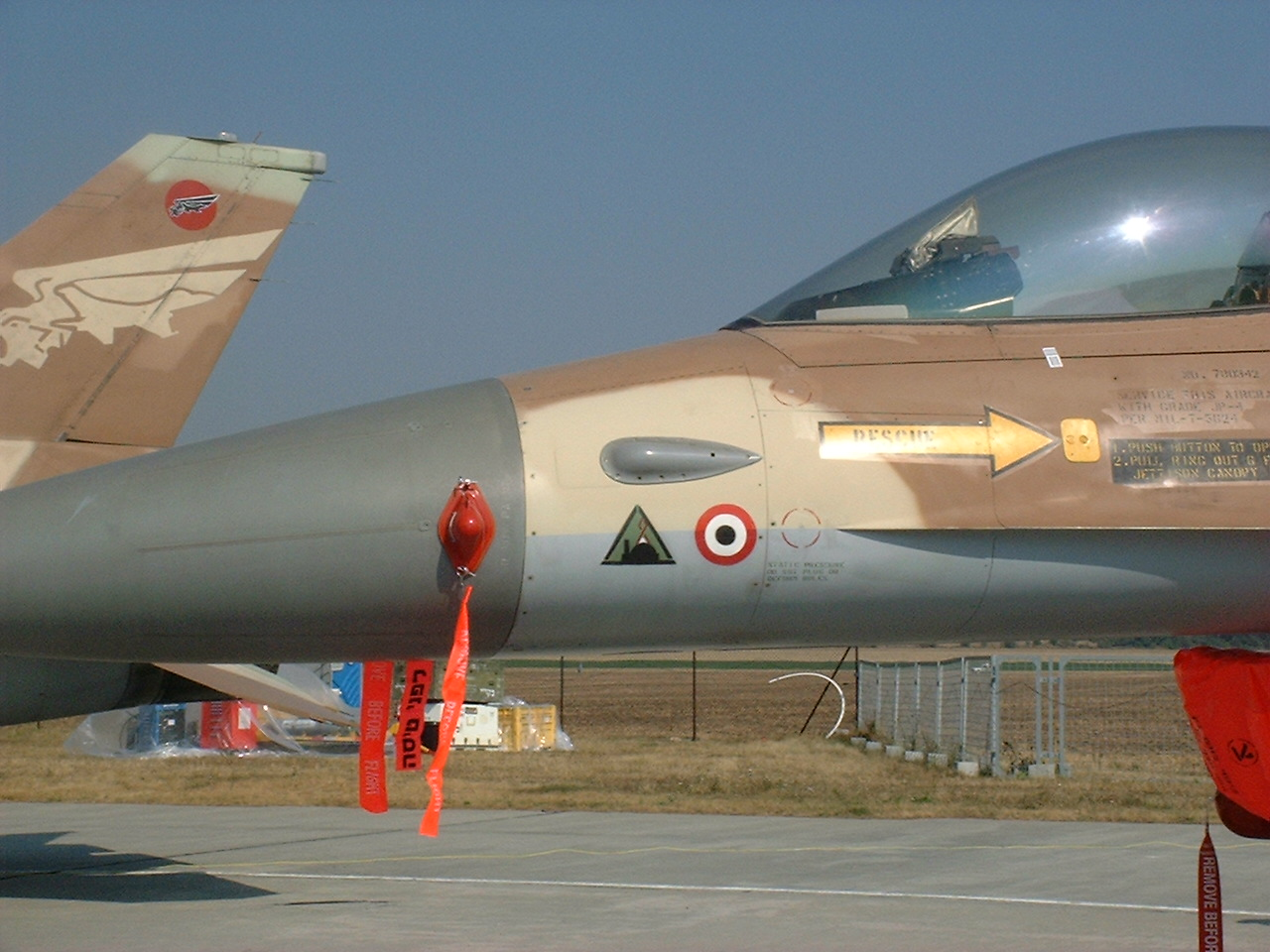
F-16A '243' flögs av Ilan Ramon och var det åttonde och sista planet att fälla sina bomber mot reaktorn i Osirak. Segertecknet föreställer det irakiska flygvapnets märke, med silhuetten av en reaktor i svart i förgrunden.

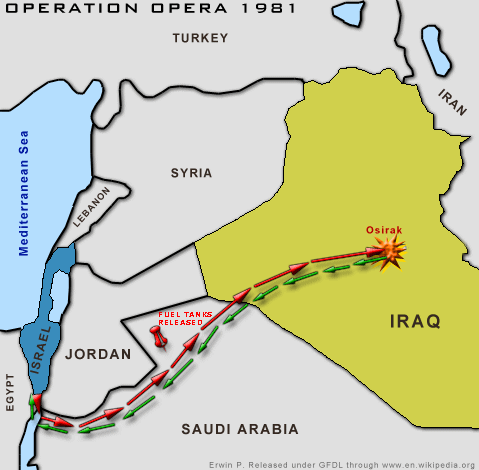
Karta som visar rutten för attacken

Operation Opera (även känd som Operation Babylon och Operation Ofra) var en israelisk flygattack mot den irakiska kärnkraftsreaktorn Osirak år 1981.

## Operationen
I juni 1981 flög åtta F-16-plan eskorterade av åtta F-15 Eagle i Operation Opera till Irak och i en precisionsattack slog de ut den irakiska kärnreaktorn i Osirak. Reaktorn var av fransk modell, och skulle ha gett irakierna möjlighet att under Saddam Husseins ledning tillverka fem 20 kT atombomber fram till mitten av 1980-talet. För att undvika radioaktiva utsläpp måste reaktorn slås ut innan den laddades med bränsle, vilket satte extra press på att snabbt få F-16 operativt. Räden skulle kräva att minst ett fientligt land passerades innan man kom in över irakiskt luftrum, och för att ytterligare sätta press på besättningarna hade ett iranskt angrepp mot reaktorn ägt rum i september 1980. Detta angrepp orsakade endast mindre skador, men det fanns skäl att misstänka att det medfört förhöjd beredskap mot flygräder från irakiernas sida. Den slutliga sammansättningen blev åtta F-16A beväpnade med två Mk 84 1000-kgs bomber vardera, eskorterade av sex F-15. Rutten som valdes innebar att planen startade från södra Israel, svängde ut över Aqabaviken, innan planen vände österut, in över Jordanskt territorium. När planen kom in över Saudiarabien minskades flyghöjden till 90 meter. Strax innan planen kom in över Irakiska gränsen släpptes de tomma fälltankarna som planen varit utrustade med. Av de sexton bomber som fälldes träffade fjorton reaktorbyggnaden, av vilka tolv detonerade. Två bomber missade målet, och träffade andra byggnader istället. Endast lätt luftvärnseld förekom, och inget av de israeliska planen träffades. Reaktorn blev däremot totalförstörd. Räden ägde rum under en söndag eftermiddag, då man från israeliskt håll antagit att den franska personalen inte skulle vara på plats. Detta visade sig vara en felbedömning, och en fransk tekniker omkom i räden.